# 365159 Garching
365159 Garching è un asteroide della fascia principale. Scoperto nel 2009, presenta un'orbita caratterizzata da un semiasse maggiore pari a 2,3783966 UA e da un'eccentricità di 0,1292979, inclinata di 1,42800° rispetto all'eclittica.